# توری پیترز
توری پیترز (به انگلیسی: Torrey Peters) (زاده ۱۹۸۱) نویسنده و مؤلف آمریکایی است.
اولین رمان او به نام انتقال، عزیزم نظر مثبت جریان اصلی و منتقدان را دریافت کرد. این رمان نامزد جایزه ادبیات داستانی زنان در سال ۲۰۲۱ شد
او یک زن ترنس است.